# Ка Аквабуона (Римини)
Ка Аквабуона је насеље у Италији у округу Римини, региону Емилија-Ромања.
Према процени из 2011. у насељу је живело 505 становника. Насеље се налази на надморској висини од 13 м.